# Gara-dake
Gara-dake är en bergstopp i Antarktis. Den ligger i Östantarktis. Norge gör anspråk på området. Toppen på Gara-dake är 2 247 meter över havet.
Terrängen runt Gara-dake är platt åt nordväst, men åt sydost är den kuperad. Trakten är obefolkad. Det finns inga samhällen i närheten. 